# Tilletia patagonica
Tilletia patagonica är en svampart som först beskrevs av Hirschh., och fick sitt nu gällande namn av Vánky 2004. Tilletia patagonica ingår i släktet Tilletia och familjen Tilletiaceae.   Inga underarter finns listade i Catalogue of Life.